# Niška rezolucija
Niška rezolucija donesena 6. svibnja 1915. na "Jugoslavenskom kongresu socijalista" u Nišu, odluka je od povijesnog značaja za buduće zajedništvo svih slavenskih naroda u borbi za oslobođenje i ujedinjenje. Rezoluciju su donijeli predstavnici iz svih krajeva buduće zajedničke države Jugoslavije.

## Povijest
Pola godine nakon objavljivanja " Niške deklaracije", u Časničkom domu u Nišu 6. svibnja 1915. godine održan je "Jugoslavenski kongres socijalista", na kojem su nazočili predstavnici iz svih krajeva buduće zajedničke države Jugoslavije.
Kongresom je predsjedavao književnik Ivo Ćipiko, a svečano ga je otvorio Frano Supilo. Na ovom povijesnom skupu donesena je "Niška rezolucija" koja je u sebi sadržavala sljedeće dvije najznačajnije odluke kongresa:
- O zajedništvu svih slavenskih naroda u borbi za oslobođenje i ujedinjenje.
- O odbacivanju Londonskog ugovora, kojim je bilo predviđeno da se dijelovi Jadranske obale ustupe Italiji.[3]

Ovim jugoslavenskim programom pružao se otpor savezničkim pritiscima na Srbiju da pristane na teritorijalne ustupke Italiji, Rumunjskoj i Bugarskoj za njihov ulazak na stranu Antante. Iznošenjem jugoslavenskog ratnog cilja, predstavnici iz svih krajeva buduće zajedničke države Jugoslavije, Antanti su ponudila veliku državu koja bi kao takva mogla biti jedan od stupova stabilnosti u poslijeratnoj Europi. 

Što se same Srbije tiče, zajedništvo svih slavenskih naroda u borbi za oslobođenje i ujedinjenjem,  ostvarenja jugoslavenskog bio je zapravo glavni ratni cilj i potreba za rušnjem Austro-Ugarske,  koja je kao grabljivi susjed i teška prepreka za njenu nacionalnu misiju, desetljećima predstavljala prijetnju njenom opstanku .
Da bi se pomoglo ispunjenju ovih ciljeva, u Parizu 1915. godine osnovan je Jugoslavenski odbor, kao političko interesno tijelo, južnoslavenskih političara iz Austrougarske. Cilj ovog tijela bio je ujedinjavanja svih južnoslavenskih naroda u jednu, neovisnu državu.